# نادي السويحلي لكرة الطائرة
نادي السويحلي للكرة الطائرة هو نادي رياضي بمدينة مصراته بليبيا أسس سنة 1944.

## البطولات
- الدوري الليبي الممتاز للكرة الطائرة:

 فاز بـ 7 ألقاب :
1989–90, 1995–96, 1998-97, 2000–01, 2002–03, 2013–14, 2015-16
- كأس ليبيا للكرة الطائرة :

 فازبـ 3 ألقاب :
2006–07، 2013–14، 2016-15

## اللاعبون المحترفون الذين لعبوا للنادي
- Pedro Luis García (2016-17)
- Pablo Guzman (2015-16)
- Jean Patrice Ndaki Mboulet (2015-16)
- Simone Spescha (2013-14)